# Martin Powell
Timothy Martin Powell (nacido en Sheffield, Yorkshire; 19 de julio de 1973) es un músico inglés que es muy conocido por su trabajo en el violín para My Dying Bride. 

## Biografía
Timothy Martin Powell (más conocido simplemente como Martin Powell) nació en Sheffield, Yorkshire; el 19 de julio de 1973.
A los 4 años Martin Powell comenzó a tocar el violín y el piano sincronizando las clases de estos instrumentos, para a los 14 años comenzar a tocar la guitarra.
En 1991, Powell hizo una prueba como bajista para la banda My Dying Bride, pero fue rechazado porque el puesto ya estaba ocupado. Cuando dijo a los miembros de la banda que también tocaba el violín y el teclado, fue contratado como músico de sesiones antes de que el grupo tuviera un violinista y un teclista fijo (Que sería él).
Estando en My Dying Bride tuvo mucho trabajo, puesto que la banda publicó muy seguido álbumes, EPs etc.
En 1992 la banda sacó el EP The Thrash of Naked Limbs, ese mismo año la banda publica el sencillo Unreleased Bitterness para finalmente sacar el álbum (en ese mismo año 1992) As the Flower Withers aunque todavía no se consideraba como miembro oficial de la banda, sin embargo en 1993 con el álbum Turn Loose the Swans en el que entra ya como miembro de la banda tocando el tema Sear Me MCMXCIII en el cual toca el Piano, el Violín y la Trompeta y hace lo mismo en Black God. Para 1994 se publica el sencillo The Sexuality of Bereavement y el EP I Am the Bloody Earth, en 1995 The Angel and the Dark River les abre las puertas a un mayor público y de esa forma las canciones de este disco (excepto Two Winters Only) son tocadas en el VHS "For Darkest Eyes" que fue un concierto de 1997.
Para 1996 se publica el sencillo For You Sampler para finalmente en 1996 publicar el álbum Like Gods of the Sun en el que según algunas críticas alcanzaban "la depresión en su máxima expresión"
Alrededor de 1998, Martin dejó My Dying Bride y participó en la banda Anathema, en la que estuvo como teclista y violinista, pero solo estuvo durante dos años. Para 1999 entró a trabajar con la banda Cryptal Darkness con la cual grabó el álbum They Whispers You Had Risen y Chapter II: The Fallen(en 2001 alternando entre Cradle Of Filth y Cryptal Darkness) En 2000, Martin participó en la conocida banda de black metal Cradle of Filth, entró junto con el baterista Adrian Erlandsson y el guitarrista Paul Allender (quien ya había estado antes en la banda), después de que Les 'Lecter' Smith dejó el grupo. La banda grabó el álbum Midian, el cual para muchos es considerado el inicio de su periodo "mainstream" y es su álbum más vendido. Al año siguiente, la banda lanzó su miniálbum de transición Bitter Suites to Succubi. En 2003, lanzaron el álbum Damnation and a Day, grabada con una orquesta de 40 músicos, en el que Martin compuso la mayor parte de la música. En cambio, el año siguiente fue el guitarrista Paul Allender quien se encargó de componer las canciones del álbum Nymphetamine. En 2005, a través de la web oficial de Cradle of Filth, Martin anunció sus planes de dejar la banda: 
"Por motivos personales me encuentro incapaz de dedicar mi esfuerzo y tiempo a Cradle of Filth. A pesar de estos últimos 5 años, en los que he alcanzado una gran multitud de metas y sueños, junto con mis colegas (del pasado y del presente), he decidido retirarme de Cradle. Habiendo tocado y compuesto música con tres de las mejores bandas de metal inglés (Cradle of Filth, My Dying Bride y Anathema), estoy seguro que no voy a dejar la música en absoluto. Simplemente necesito un tiempo para escapar del rigor que conlleva pertenecer a una etapa increíble junto con el grupo Cradle. Me esforzaré para perseguir y, ¿por qué no?, para sacar mi propia música siempre y cuando sea afortunado con el paso del tiempo y tenga la motivación para hacerlo. Me gustaría dar las gracias a los seguidores de Cradle y a todos mis amigos, que hicieron que mi estancia en Cradle fuera increíblemente agradable y difícil de olvidar. Espero que la gente pueda escuchar algo de mí en un futuro no muy lejano."
En una entrevista le preguntaron a Martín que había sucedido una vez saliera de My Dying Bride a lo que él dijo:
"Mi adicción al alcohol provocó que cayera en alcoholismo y gastará todo el dinero, mas el volver a trabajar en lo que me gusta (música) ha hecho que deje atrás esa adicción, el estar aquí es como un renacer para mí"
Martín solo aparece en una escena de Cradle Of Fear, ya que estaba demasiado ocupado entre Cradle Of Filth y Cryptal Darkness, y es en las primeras escenas que actúa como borracho, de eso el vómito es real.
Desde que dejó la banda Cradle of Filth, Martin ha vuelto a la universidad, donde actualmente estudia la carrera de música, ha recibido un título de primera clase en la música, y ganó el "The Phillip John Lord Composition Prize", estudiando actualmente para obtener un doctorado en Música.
El año 2006, Powell colaboró en el DVD "Symphony for the Devil" de Type O Negative.

## Discografía

### My Dying Bride
- The Thrash of Naked Limbs EP (1992)
- Unreleased Bitterness Single (1992)
- As the Flower Withers (1992)
- Turn Loose the Swans (1993)
- The Sexuality of Bereavement Single (1994)
- I Am the Bloody Earth EP (1994)
- The Cry of Mankind (Edit) (1995)
- The Angel and the Dark River (1995)
- For You SamplerSingle (1996)
- Like Gods of the Sun (1996)

### Cryptal Darkness
- They Whispers You Had Risen (1999)
- Chapter II: The Fallen (2003)

### Cradle of Filth
- Midian (2000)
- No Time To Cry single. (2001)
- Bitter Suites To Succubi EP (2001)
- Live Bait For The Dead (2002)
- Damnation and a Day (2003)
- Nymphetamine (2004)

- Datos: Q2590746